# غاري رودريغيس
غاري مينديز رودريغيز (بالهولندية: Garry Mendes Rodrigues) (مواليد 27 نوفمبر 1990) هو لاعب كرة قدم من الرأس الأخضر هولندي-الميلاد، لعب سابقاً لصالح نادي الاتحاد. .

## الأهداف الدولية
| #  | التاريخ       | الملعب                                | الخصم  | الهدف | النتيجة | البطولة                         |
| -- | ------------- | ------------------------------------- | ------ | ----- | ------- | ------------------------------- |
| 1. | 6 سبتمبر 2014 | ملعب سيني كونتشي العام، نيامي، النيجر | النيجر | 0 – 1 | 1 – 3   | تصفيات كأس الأمم الأفريقية 2015 |
| 2. | 6 سبتمبر 2014 | ملعب سيني كونتشي العام، نيامي، النيجر | النيجر | 0 – 3 | 1 – 3   | تصفيات كأس الأمم الأفريقية 2015 |

## إحصائيات
آخر تحديث 18 مايو 2014.
| النادي       | الموسم  | الدوري | الدوري  | الكأس  | الكأس   | القارة | القارة  | المجموع | المجموع |
| النادي       | الموسم  | الظهور | الأهداف | الظهور | الأهداف | الظهور | الأهداف | الظهور  | الأهداف |
| ------------ | ------- | ------ | ------- | ------ | ------- | ------ | ------- | ------- | ------- |
| دوردريخت     | 2012–13 | 20     | 5       | 3      | 0       | –      | –       | 23      | 5       |
| ليفسكي صوفيا | 2012–13 | 15     | 3       | 5      | 4       | –      | –       | 20      | 7       |
| ليفسكي صوفيا | 2013–14 | 21     | 11      | 4      | 3       | 2      | 0       | 25      | 14      |
| إلتشيه       | 2013–14 | 10     | 1       | 0      | 0       | –      | –       | 10      | 1       |
| المجموع      |         | 66     | 20      | 12     | 7       | 2      | 0       | 80      | 27      |

## روابط خارجية
- غاري رودريغيس على موقع الاتحاد الأوربي (الإنجليزية)
- غاري رودريغيس على موقع اتحاد تركيا (لاعب) (الإنجليزية)
- غاري رودريغيس على موقع قاعدة بيانات كرة القدم.إي يو (الإنجليزية)
- غاري رودريغيس على موقع ناشيونال فوتبول تيمز (الإنجليزية)
- غاري رودريغيس على موقع Soccerway.com (الإنجليزية)
- غاري رودريغيس على موقع عالم كرة القدم.نت (الإنجليزية)
- غاري رودريغيس على موقع كووورة
- غاري رودريغيس على موقع AS.com (الإسبانية)
- صفحة اللاعب على سوكرواي
- صفحة اللاعب على LevskiSofia.info